# 周坤玲
周坤玲（英語：Patricia Joe Quan Ling、Kwun-Ling Chow，1924年—），香港粵語電影女明星。

## 生平
1924年在美國夏威夷州出生，父親是煙草商人。祖籍廣東省中山市，她與胞姊周坤玉（Catherine Joe）都是電影女明星。21歲的周坤玲在美國舊金山日間是商行秘書，晚上在舊金山華埠「Grandview Film Company」（大觀影片公司），以每齣300美元參演電影，被稱為「華人版的海蒂·拉瑪（Hedy Lamarr）」（風騷性感艷星）。銀幕處女作是美國粵語電影《The Lovers' Reunion》（海角情鴛）；第二齣電影《The Calamity of a Country (The Miser's Fate)》（國難 (守財奴的命運)）就擔任女主角，在美國舊金山及紐約擁有許多影迷。1947年她開始在香港拍片，她在香港主演的第一齣電影為《怕見舊情郎》（1947年11月27日香港首映）。1955年，周坤玲跟張瑛拍攝《後窗》。直至1957年在香港參演接近200齣電影。
周坤玲在1960年11月曾經再度訪港
香港《工商晚報》、《亞洲畫報》及香港商業電臺主辦的「第一屆最受歡迎國粵語十大影片選舉」，周坤玲在1962年2月3日（星期五）晚上7時45分，香港商業電臺的《最受歡迎國粵語十大影片特輯》節目裡，與黃超武、王萊接受梁德海訪問，周坤玲講述在1962年 累計參演20齣電影，其中《小千金》（1961年7月12日香港首映）及《小紅娘》（1961年2月19日香港首映）最賣座，《羅剎嬌娃》（1961年11月22日香港首映）可使出跟隨粉菊花學習數月的功夫。並表示她自美國拍攝彩色電影，得「七彩影后」之譽，然而轉到香港拍攝黑白電影後，已沒有拍攝過彩色電影。
何非凡在1964年到美國舊金山演出時，曾住在黃超武及周坤玲夫婦的家，並傳出緋聞後，周坤玲向黃超武要求離婚。
周坤玲與胞姊周坤玉（Catherine Joe）以美國「全美至德三德總公所」青年部婦女領袖的身份，搭乘國泰航空公司客機在1966年7月6日（星期三）下午2時30分抵達香港作東南亞考察，100多人到機場迎接。位於香港島上環文咸東街的「香港至德總會」在1966年7月10日（星期日）晚上設歡迎宴。
晚年周在美國生活。2021年1月，據明報報道，有網民在「香港粵語片研究會」的facebook上引用2020年9月的一則貼文截圖表示周坤玲已於2020年去世。明報記者於是聯繫發佈死訊的網民，但對方並未回覆。

## 外部連結
- 香港電影資料館：周坤玲演出電影的記錄[永久]
- 香港影庫：周坤玲的照片（页面存档备份，存于）
- 美國舊金山公共圖書館：1939年2月16日（星期四），周坤玲在美國舊金山耍劍的照片 （页面存档备份，存于）
- 美國舊金山公共圖書館：1944年7月6日（星期四），周坤玲在美國舊金山為中華民國籌款的照片 （页面存档备份，存于）